# خالد الفضلي
خالد الفضلي (15 مايو 1974 -)، لاعب كرة قدم كويتي سابق. وهو أخ اللاعب أحمد الفضلي.
بدأ مسيرته الكروية مع نادي كاظمة، وفي ديسمبر 2003 انتقل إلى نادي الكويت.
وقد لعب مع منتخب الكويت لكرة القدم.
وأيضا أول لاعب كويتي يحصل على جميع البطولات المحلية من نادين مختلفين
وفي نوفمبر 2012 أعلن أعتزال كرة القدم.

## روابط خارجية
- خالد الفضلي على موقع قاعدة بيانات كرة القدم.إي يو (الإنجليزية)
- خالد الفضلي على موقع ناشيونال فوتبول تيمز (الإنجليزية)
- خالد الفضلي على موقع كووورة
- خالد الفضلي على موقع أوليمبيديا (الإنجليزية)